# Crematogaster arnoldi
Crematogaster arnoldi är en myrart som beskrevs av Auguste-Henri Forel 1914. Crematogaster arnoldi ingår i släktet Crematogaster och familjen myror.

## Underarter
Arten delas in i följande underarter:
- C. a. arnoldi
- C. a. loveridgei